# WTA 500

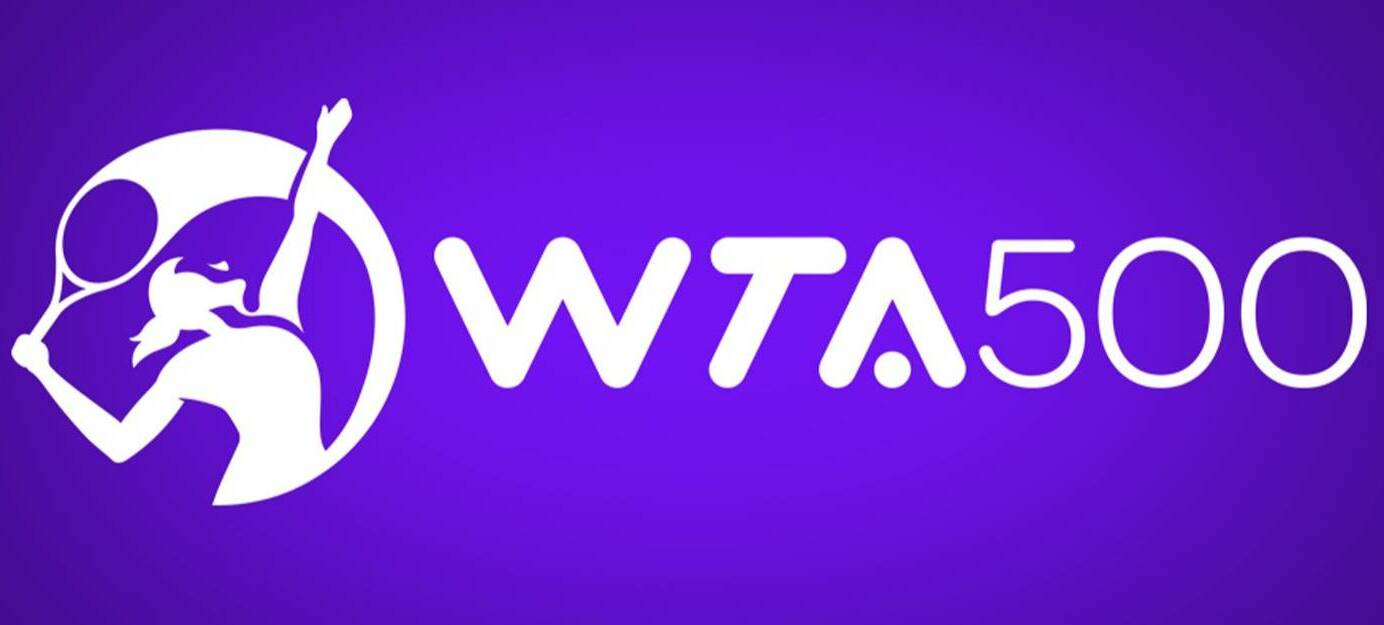
Logo del WTA 500.

Los torneos WTA 500 son una serie de torneos de tenis que forman parte del WTA Tour organizado por la Asociación de Tenis Femenina. En el pasado esta serie de torneos eran conocidos como Premier, a partir de la reorganización del calendario 2021 empezaron a llamarse WTA 500. Están por encima de los WTA 250 y por debajo de los WTA 1000 en categoría.
A partir de 2021, estos torneos incluyen premios en efectivo de aproximadamente $500,000.
Los puntos otorgados a las ganadoras de estos torneos son 470.

## Torneos
| Torneo     | Nombre oficial                         | Lugar                            | Superficie    | Sitio web oficial                                                           | Máxima(s) ganadora(s)          |
| Adelaida   | Adelaide International                 | Adelaida, Australia              | Dura          | adelaideinternational.com                                                   | Ashleigh Barty                 |
| Abu Dabi   | Mubadala Abu Dhabi Open                | Abu Dabi, Emiratos Árabes Unidos | Dura          | mubadalaabudhabiopen.com                                                    | Aryna Sabalenka Belinda Bencic |
| Doha*      | Qatar TotalEnergies Open               | Doha, Catar                      | Dura          | qatartennis.org                                                             | Petra Kvitová Iga Świątek      |
| Charleston | Credit One Charleston Open             | Charleston, Estados Unidos       | Tierra batida | creditonecharlestonopen.com                                                 | Chris Evert                    |
| Stuttgart  | Porsche Tennis Grand Prix              | Stuttgart, Alemania              | Tierra batida | porsche-tennis.com                                                          | Martina Navrátilová            |
| Berlín     | bett1open, presented by ecotrans Group | Berlín, Alemania                 | Hierba        | bett1open.de                                                                | Steffi Graf                    |
| Eastbourne | Rothesay International                 | Eastbourne, Reino Unido          | Hierba        | lta.org.uk                                                                  | Martina Navrátilová            |
| Washington | Mubadala Citi DC Open                  | Washington D. C., Estados Unidos | Dura          | mubadalacitidcopen.com                                                      | Magdaléna Rybáriková           |
| San Diego  | Cymbiotika San Diego Open              | San Diego, Estados Unidos        | Dura          | wtasdopen.com                                                               | Steffi Graf                    |
| Tokio      | Toray Pan Pacific Open Tennis          | Tokio, Japón                     | Dura          | toray-ppo.com                                                               | Martina Hingis                 |
| Zhengzhou  | Zhengzhou Open                         | Zhengzhou, China                 | Dura          | zhengzhouopen.com Archivado el 22 de septiembre de 2019 en Wayback Machine. | Karolína Plíšková              |

* El torneo de Doha es un torneo WTA 500 y WTA 1000, es decir, cada año alterna su categoría.

## Distribución de puntos

### Individuales
| Torneo          | G   | F   | SF  | CF  | R16 | R32 | R64 | C  | C3 | C2 | C1 |
| Abu Dabi        | 470 | 305 | 185 | 120 | 55  | 30  | 1   | 25 | —  | 13 | 1  |
| San Petersburgo | 470 | 305 | 185 | 100 | 55  | 30  | 1   | 25 | —  | 13 | 1  |
| Charleston      | 470 | 305 | 185 | 100 | 55  | 30  | 1   | 25 | —  | 13 | 1  |
| Eastbourne      | 470 | 305 | 185 | 100 | 55  | 30  | 1   | 25 | —  | 13 | 1  |
| San José        | 470 | 305 | 185 | 100 | 55  | 30  | 1   | 25 | —  | 13 | 1  |
| Zhengzhou       | 470 | 305 | 185 | 100 | 55  | 30  | 1   | 25 | —  | 13 | 1  |
| Moscú           | 470 | 305 | 185 | 100 | 55  | 30  | 1   | 25 | —  | 13 | 1  |
| Brisbane        | 470 | 305 | 185 | 100 | 55  | 1   | —   | 25 | 18 | 13 | 1  |
| Adelaida        | 470 | 305 | 185 | 100 | 55  | 1   | —   | 25 | 18 | 13 | 1  |
| Dubái/ Doha*    | 470 | 305 | 185 | 100 | 55  | 1   | —   | 25 | 18 | 13 | 1  |
| Stuttgart       | 470 | 305 | 185 | 100 | 55  | 1   | —   | 25 | 18 | 13 | 1  |
| Tokio           | 470 | 305 | 185 | 100 | 55  | 1   | —   | 25 | 18 | 13 | 1  |
| Berlín*         | —   | —   | —   | —   | —   | —   | —   | —  | —  | —  | —  |

(*)Los torneos de Doha y Dubái son torneos WTA 500 y WTA 1000, que cada año alternan sus categorías.
(*)El Torneo de Berlín no se juega desde el WTA Tour 2008, pero volvería a ingresar al calendario a partir del 2021. Hasta ahora no sabemos su distribución de puntos.

### Dobles
| Torneo          | G   | F   | SF  | CF  | R16 | R32 | R64 | C | C3 | C2 | C1 |
| Abu Dabi        | 470 | 305 | 185 | 120 | 55  | 1   | 1   | — | —  | —  | —  |
| Brisbane        | 470 | 305 | 185 | 100 | —   | —   | 1   | — | —  | —  | —  |
| Adelaida        | 470 | 305 | 185 | 100 | —   | —   | 1   | — | —  | —  | —  |
| Dubái/ Doha*    | 470 | 305 | 185 | 100 | —   | —   | 1   | — | —  | —  | —  |
| Charleston      | 470 | 305 | 185 | 100 | —   | —   | 1   | — | —  | —  | —  |
| Stuttgart       | 470 | 305 | 185 | 100 | —   | —   | 1   | — | —  | —  | —  |
| Eastbourne      | 470 | 305 | 185 | 100 | —   | —   | 1   | — | —  | —  | —  |
| San José        | 470 | 305 | 185 | 100 | —   | —   | 1   | — | —  | —  | —  |
| Zhengzhou       | 470 | 305 | 185 | 100 | —   | —   | 1   | — | —  | —  | —  |
| Tokio           | 470 | 305 | 185 | 100 | —   | —   | 1   | — | —  | —  | —  |
| San Petersburgo | 470 | 305 | 185 | 100 | 1   | —   | —   | — | —  | —  | —  |
| Moscú           | 470 | 305 | 185 | 100 | 1   | —   | —   | — | —  | —  | —  |
| Berlín*         | —   | —   | —   | —   | —   | —   | —   | — | —  | —  | —  |

(*)Los torneos de Doha y Dubái son torneos WTA 500 y WTA 1000, que cada año alternan sus categorías.
(*)El Torneo de Berlín no se juega desde el WTA Tour 2008, pero volvería a ingresar al calendario a partir del 2021. Hasta ahora no sabemos su distribución de puntos.

## Resultados (individuales)

### 2021
| Torneo          | Campeona                                                                  | Finalista                                                                 | Marcador                                                                  |
| --------------- | ------------------------------------------------------------------------- | ------------------------------------------------------------------------- | ------------------------------------------------------------------------- |
| Abu Dabi*       | Aryna Sabalenka                                                           | Veronika Kudermétova                                                      | 6-2, 6-2                                                                  |
| Brisbane        | Cancelado debido a la Pandemia de COVID-19.                               | Cancelado debido a la Pandemia de COVID-19.                               | Cancelado debido a la Pandemia de COVID-19.                               |
| Melbourne I*    | Elise Mertens                                                             | Kaia Kanepi                                                               | 6-4, 6-1                                                                  |
| Melbourne II*   | Ashleigh Barty                                                            | Garbiñe Muguruza                                                          | 7-6(3), 6-4                                                               |
| Melbourne III*  | Anett Kontaveit vs. Ann Li (Final cancelada por retraso en el calendario) | Anett Kontaveit vs. Ann Li (Final cancelada por retraso en el calendario) | Anett Kontaveit vs. Ann Li (Final cancelada por retraso en el calendario) |
| Adelaida        | Iga Świątek                                                               | Belinda Bencic                                                            | 6-2, 6-2                                                                  |
| Doha            | Petra Kvitová                                                             | Garbiñe Muguruza                                                          | 6-2, 6-1                                                                  |
| San Petersburgo | Daria Kasátkina                                                           | Margarita Gasparyan                                                       | 6-3, 2-1, ret.                                                            |
| Charleston      | Veronika Kudermétova                                                      | Danka Kovinić                                                             | 6-4, 6-2                                                                  |
| Stuttgart       | Ashleigh Barty                                                            | Aryna Sabalenka                                                           | 3-6, 6-0, 6-3                                                             |
| Berlín          | Liudmila Samsónova                                                        | Belinda Bencic                                                            | 1-6, 6-1, 6-3                                                             |
| Eastbourne      | Jeļena Ostapenko                                                          | Anett Kontaveit                                                           | 6-3, 6-3                                                                  |
| San José        | Danielle Collins                                                          | Daria Kasátkina                                                           | 6-3, 6-7(10), 6-1                                                         |
| Zhengzhou       | Cancelado debido a la Pandemia de COVID-19.                               | Cancelado debido a la Pandemia de COVID-19.                               | Cancelado debido a la Pandemia de COVID-19.                               |
| Osaka           | Cancelado debido a la Pandemia de COVID-19.                               | Cancelado debido a la Pandemia de COVID-19.                               | Cancelado debido a la Pandemia de COVID-19.                               |
| Ostrava*        | Anett Kontaveit                                                           | María Sákkari                                                             | 6-2, 7-5                                                                  |
| Chicago*        | Garbiñe Muguruza                                                          | Ons Jabeur                                                                | 3-6, 6-3, 6-0                                                             |
| Moscú           | Anett Kontaveit                                                           | Ekaterina Alexandrova                                                     | 4-6, 6-4, 7-5                                                             |

(*) Torneos jugados por única vez en 2021.

### 2022
| Torneo          | Campeona           | Finalista            | Marcador         |
| --------------- | ------------------ | -------------------- | ---------------- |
| Adelaida        | Ashleigh Barty     | Elena Rybakina       | 6-3, 6-2         |
| Sídney          | Paula Badosa       | Barbora Krejčíková   | 6-3, 4-6, 7-6(4) |
| San Petersburgo | Anett Kontaveit    | María Sákkari        | 5-7, 7-6(4), 7-5 |
| Dubái           | Jeļena Ostapenko   | Veronika Kudermétova | 6-0, 6-4         |
| Charleston      | Belinda Bencic     | Ons Jabeur           | 6-1, 5-7, 6-4    |
| Stuttgart       | Iga Świątek        | Aryna Sabalenka      | 6-3, 6-4         |
| Berlín          | Ons Jabeur         | Belinda Bencic       | 6-3, 2-1, ret.   |
| Eastbourne      | Petra Kvitová      | Jeļena Ostapenko     | 6-3, 6-2         |
| San José        | Daria Kasátkina    | Shelby Rogers        | 6-7(2), 6-1, 6-2 |
| Tokio           | Liudmila Samsónova | Qinwen Zheng         | 7-5, 7-5         |
| Ostrava         | Barbora Krejčíková | Iga Świątek          | 5-7, 7-6(4), 6-3 |
| San Diego       | Iga Świątek        | Donna Vekić          | 6-3, 3-6, 6-0    |

### 2023
| Torneo      | Campeona             | Finalista          | Marcador         |
| ----------- | -------------------- | ------------------ | ---------------- |
| Adelaida I  | Aryna Sabalenka      | Linda Nosková      | 6-3, 7-6(4)      |
| Adelaida II | Belinda Bencic       | Daria Kasátkina    | 6-0, 6-2         |
| Abu Dabi    | Belinda Bencic       | Liudmila Samsónova | 1-6, 7-6(8), 6-4 |
| Doha        | Iga Świątek          | Jessica Pegula     | 6-3, 6-0         |
| Charleston  | Ons Jabeur           | Belinda Bencic     | 7-6(6), 6-4      |
| Stuttgart   | Iga Świątek          | Aryna Sabalenka    | 6-3, 6-4         |
| Berlín      | Petra Kvitová        | Donna Vekić        | 6-2, 7-6(6)      |
| Eastbourne  | Madison Keys         | Daria Kasátkina    | 6-2, 7-6(13)     |
| Washington  | Cori Gauff           | María Sákkari      | 6-2, 6-3         |
| San Diego   | Barbora Krejčíková   | Sofia Kenin        | 6-4, 2-6, 6-4    |
| Tokio       | Veronika Kudermetova | Jessica Pegula     | 7-5, 6-1         |
| Zhengzhou   | Qinwen Zheng         | Barbora Krejčíková | 2-6, 6-2, 6-4    |

### 2024
| Torneo      | Campeona            | Finalista             | Marcador            |
| ----------- | ------------------- | --------------------- | ------------------- |
| Adelaida    | Jeļena Ostapenko    | Daria Kasátkina       | 6-3, 6-2            |
| Abu Dabi    | Elena Rybakina      | Daria Kasátkina       | 6-1, 6-4            |
| Bad Homburg | Diana Shnaider      | Donna Vekic           | 6-3, 2-6, 6-3       |
| Berlín      | Jessica Pegula      | Anna Kalinskaya       | 6(0)-7, 6-4, 7-6(3) |
| Brisbane    | Elena Rybakina      | Aryna Sabalenka       | 6-0, 3-6            |
| Charleston  | Danielle Collins    | Daria Kasátkina       | 6-2, 6-1            |
| Estrasburgo | Madison Keys        | Danielle Collins      | 6-1, 6-2            |
| Guadalajara | Magdalena Frech     | Olivia Gadecki        | 7-6(5), 6-4         |
| Linz        | Jeļena Ostapenko    | Ekaterina Alexandrova | 6-2, 6-3            |
| Monterrey   | Linda Noskova       | Lulu Sun              | 7-6(6), 6-4         |
| Ningho      | Daria Kasátkina     | Mirra Andreeva        | 6-0, 4-6, 6-4       |
| San Diego   | Katie Boulter       | Marta Kostyuk         | 5-7, 6-2, 6-2       |
| Seúl        | Beatriz Haddad Maia | Daria Kasátkina       | 1-6, 6-4, 6-1       |
| Stuttgart   | Elena Rybakina      | Marta Kostyuk         | 6-2, 6-2            |
| Tokio       | Quinwen Zheng       | Sofia Kenin           | 7-6(5), 6-3         |
| Washington  | Paula Badosa        | Marie Bouzkova        | 6-1, 4-6, 6-4       |

### 2025
| Torneo      | Campeona              | Finalista          | Marcador            |
| ----------- | --------------------- | ------------------ | ------------------- |
| Brisbane    | Aryna Sabalenka       | Polina Kudermetova | 4-6, 6-3, 6-2       |
| Adelaida    | Madison Keys          | Jessica Pegula     | 6-3, 4-6, 1-6       |
| Linz        | Ekaterina Alexandrova | Dayana Yastremska  | 6-2, 3-6, 7-5       |
| Abu Dabi    | Belinda Bencic        | Ashlyn Kruger      | 4-6, 6-1, 6-1       |
| Mérida      | Emma Navarro          | Emiliana Arango    | 6-0, 6-0            |
| Charleston  | Jessica Pegula        | Sofía Kenin        | 6-3, 7-5            |
| Stuttgart   | Jelena Ostapenko      | Aryna Sabalenka    | 6-4, 6-1            |
| Estrasburgo | Elena Rybakina        | Liudmila Samsónova | 6-1, 6(6)-7(7), 6-1 |
| Londres     | Tatjana Maria         | Amanda Anisimova   | 6-3, 6-4            |
| Berlín      | Marketa Vondrousova   | Xinyu Wang         | 7-6, 4-6, 6-2       |
| Bad Homburg | Jessica Pegula        | Iga Świątek        | 6-4, 7-5            |
| Washington  | Leylah Fernandez      | Anna Kalinskaya    | 6-1, 6-2            |
| Monterrey   |                       |                    |                     |
| Guadalajara |                       |                    |                     |
| Seúl        |                       |                    |                     |
| Ningho      |                       |                    |                     |
| Tokio       |                       |                    |                     |

## Campeonas
|      | Brisbane  | Sídney | Adelaida  | San Petersburgo | Doha    | Dubái     | Charleston  | Stuttgart | Berlín      | Eastbourne | San José  | Zhengzhou | Tokio       | Moscú     | Washigton | Abu Dabi | Bad Homburg | Estrasburgo | Guadalajara | Linz        | Monterrey | Ningho    | San Diego  | Seúl        | Mérida  | Londres |
| ---- | --------- | ------ | --------- | --------------- | ------- | --------- | ----------- | --------- | ----------- | ---------- | --------- | --------- | ----------- | --------- | --------- | -------- | ----------- | ----------- | ----------- | ----------- | --------- | --------- | ---------- | ----------- | ------- | ------- |
| 2021 | —         | —      | Świątek   | Kasátkina       | Kvitová | —         | Kudermétova | Barty     | Samsónova   | Ostapenko  | Collins   | —         | —           | Kontaveit | _         | __       | __          | __          | _           | _           | _         | _         | _          | _           | --      | --      |
| 2022 | —         | Badosa | Barty     | Kontaveit       | —       | Ostapenko | Bencic      | Świątek   | Jabeur      | Kvitová    | Kasátkina | —         | Samsónova   | —         | _         | __       | __          | __          | _           | _           | _         | _         | _          | _           | --      | --      |
| 2023 | —         | —      | Sabalenka | —               | Świątek | —         | Jabeur      | Świątek   | Kvitová     | Keys       | —         | Zheng     | Kudermetova | —         | Gauff     | Bencic   | __          | __          | _           | _           | _         | _         | Krejčíková | _           | --      | --      |
| 2024 | __        | __     | Ostapenko | __              | __      | __        | Collins     | Rybakina  | Pegula      | __         | __        | __        | Zheng       | __        | Badosa    | Rybakina | Shnaider    | Keys        | Frech       | Ostapenko   | Noskova   | Kasátkina | Boulter    | Haddad Maia | --      | --      |
| 2025 | Sabalenka | __     | Keys      |                 |         |           | Pegula      | Ostapenko | Vondrousova |            |           |           |             |           | Fernandez | Bencic   | Pegula      | Rybakina    |             | Alexandrova |           |           |            |             | Navarro | Maria   |

## (2009-2020)

### Premier
Desde 2009 al 2020 los torneos WTA 500 eran conocidos como Premier, en el siguiente cuadro están las ganadoras de los torneos Premier:
|      | Brisbane    | Sídney     | Adelaida | París          | Amberes  | San Petersburgo | Doha      | Dubái       | Charleston  | Stuttgart  | Varsovia | Bruselas  | Birmingham | Eastbourne | San José    | Los Ángeles | San Diego  | New Haven | Zhengzhou | Tokio     | Ostrava   | Moscú          |
| ---- | ----------- | ---------- | -------- | -------------- | -------- | --------------- | --------- | ----------- | ----------- | ---------- | -------- | --------- | ---------- | ---------- | ----------- | ----------- | ---------- | --------- | --------- | --------- | --------- | -------------- |
| 2009 | —           | Dementieva | —        | Mauresmo       | —        | —               | —         | —           | Lisicki     | Kuznetsova | Dulgheru | —         | —          | Wozniacki  | Bartoli     | Pennetta    | —          | Wozniacki | —         | —         | —         | Schiavone      |
| 2010 | —           | Dementieva | —        | Dementieva     | —        | —               | —         | —           | Stosur      | Henin      | Dulgheru | —         | —          | Makarova   | Azarenka    | —           | Kuznetsova | Wozniacki | —         | —         | —         | Azarenka       |
| 2011 | —           | Li         | —        | Kvitová        | —        | —               | Zvonareva | —           | Wozniacki   | Goerges    | —        | Wozniacki | —          | Bartoli    | S. Williams | —           | Radwańska  | Wozniacki | —         | —         | —         | Cibulková      |
| 2012 | Kanepi      | Azarenka   | —        | Kerber         | —        | —               | —         | Radwańska   | S. Williams | Sharápova  | —        | Radwańska | —          | Paszek     | S. Williams | —           | Cibulková  | Kvitová   | —         | —         | —         | Wozniacki      |
| 2013 | S. Williams | Radwańska  | —        | Barthel        | —        | —               | —         | Kvitová     | S. Williams | Sharápova  | —        | Kanepi    | —          | Vesnina    | Cibulková   | —           | Stosur     | Halep     | —         | —         | —         | Halep          |
| 2014 | S. Williams | Pironkova  | —        | Pavlyuchenkova | —        | —               | —         | V. Williams | Petković    | Sharápova  | —        | —         | Ivanović   | Keys       | S. Williams | —           | —          | Kvitová   | —         | Ivanović  | —         | Pavlyuchenkova |
| 2015 | Sharápova   | Kvitová    | —        | —              | Petković | —               | Šafářová  | —           | Kerber      | Kerber     | —        | —         | Kerber     | Bencic     | Kerber      | —           | —          | Kvitová   | —         | Radwańska | —         | Kuznetsova     |
| 2016 | Azarenka    | Kuznetsova | —        | —              | —        | Vinci           | —         | Errani      | Stephens    | Kerber     | —        | —         | Keys       | Cibulková  | Konta       | —           | —          | Radwańska | —         | Wozniacki | —         | Kuznetsova     |
| 2017 | Plíšková    | Konta      | —        | —              | —        | Mladenovic      | Plíšková  | —           | Kasátkina   | Siegemund  | —        | —         | Kvitová    | Plíšková   | Keys        | —           | —          | Gavrilova | —         | Wozniacki | —         | Goerges        |
| 2018 | Svitolina   | Kerber     | —        | —              | —        | Kvitová         | —         | Svitolina   | Bertens     | Plíšková   | —        | —         | Kvitová    | Wozniacki  | Buzărnescu  | —           | —          | Sabalenka | —         | Plíšková  | —         | Kasátkina      |
| 2019 | Plíšková    | Kvitová    | —        | —              | —        | Bertens         | Mertens   | —           | Keys        | Kvitová    | —        | —         | Barty      | Plíšková   | Zheng       | —           | —          | —         | Plíšková  | Osaka     | —         | Bencic         |
| 2020 | Plíšková    | —          | Barty    | —              | —        | Bertens         | —         | Halep       | —           | —          | —        | —         | —          | —          | —           | —           | —          | —         | —         | —         | Sabalenka | —              |

## Resultados dobles

### 2025
| Torneo      | Campeonas                         | Finalistas                          | Marcador             |
| ----------- | --------------------------------- | ----------------------------------- | -------------------- |
| Brisbane    | Mirra Andreeva Diana Shnaider     | Priscilla Hon Anna Kalinskaya       | 7-6(6), 7-5          |
| Adelaida    | Hanyu Guo Alexandra Panova        | Beatriz Haddad Maia Laura Siegemund | 7-5, 6-4             |
| Linz        | Tímea Babos Luisa Stefani         | Nadia Kichenok Liudmila Kichenok    | 3-6, 7-5, 10-4       |
| Abu Dabi    | Jelena Ostapenko Ellen Perez      | Kristina Mladenovic Shuai Zhang     | 6-2, 6-1             |
| Mérida      | Mayar Sherif Katarzyna Piter      | Irina Jromachova Anna Danilina      | 7(7)-6(2), 7-5       |
| Charleston  | Jelena Ostapenko Erin Routliffe   | Caroline Dolehide Desirae Krawczyk  | 6-4, 6-2             |
| Stuttgart   | Erin Routliffe Gabriela Dabrowski | Yekaterina Aleksándrova Shuai Zhang | 6-3, 6-3             |
| Estrasburgo | Luisa Stefani Tímea Babos         | Guo Hanyu Nicole Melichar           | 6-3, 6(6)-7(7), 10-7 |
| Londres     | Asia Muhammad Demi Schuurs        | Diana Shnaider Anna Danilina        | 7-5, 6-3, 10-4       |
| Berlín      | Tereza Mihalikova Olivia Nicholls | Jasmine Paolini Sara Errani         | 4-6, 6-2, 10-6       |
| Bad Homburg | Hanyu Guo Alexandra Panova        | Lyudmyla Kichenok Ellen Perez       | 4-6, 7-6, 10-5       |
| Washington  | Taylor Townsend Shuai Zhang       | Caroline Dolehide Sofia Kenin       | 6-1, 6-1             |
| Monterrey   |                                   |                                     |                      |
| Guadalajara |                                   |                                     |                      |
| Seúl        |                                   |                                     |                      |
| Ningho      |                                   |                                     |                      |
| Tokio       |                                   |                                     |                      |